# Benito Vázquez
Benito Vázquez, a veces referido como Benito Vasquez (Santiago de Compostela, España, 26 de septiembre de 1738 - St. Louis, Missouri, 1810), fue un soldado español convertido después en exitoso comerciante de pieles, trampero, explorador y pionero del oeste americano.
Fue además el padre del también explorador y trampero Louis Vázquez y socio de los más famosos comerciantes de su tiempo en el primitivo territorio de Louisiana como su compatriota Manuel Lisa, George Drouillard o Auguste Chouteau.

## Biografía
Nacido en la ciudad gallega de Santiago de Compostela, hijo de Francisco Vázquez y María de la Puente, poco o nada se sabe de sus años de infancia. A los 19 años, ingresó en el ejército español, renovado desde hacía poco y construido según el modelo francés, abandonando el sistema de tercios. Sirvió en su juventud en la ciudad de León, en cuyo regimiento llegó a alcanzar cierto rango. Fue enviado a la recién adquirida por España Luisiana, que años después pasaría a ser un territorio estadounidense.

### Traslado a la Luisiana Española
Es muy probable que Benito llegase a la Luisiana española al servicio de Alejandro O'Reilly en 1769.
Tras varios años al servicio del ejército español, viviendo siempre en la ciudad de St. Louis, abandona el cargo y se dedica a dar servicio a la recién creada iglesia católica, frecuentada por españoles y franceses. Contrae matrimonio con una mujer de ascendencia francesa, Marie Julie Papin, con quien tiene doce hijos. El menor de ellos pasaría a ser con el tiempo el afamado trampero Louis Vázquez.
Como marido de la hija de una de las familias más ricas de la región, comienza a tener relación con numerosos comerciantes de San Louis, entre ellos Auguste Chouteau o su hermanastro Pierre Chouteau. Durante muchos años comerció con la tribu de los Osage en el Río Missouri y llevó a cabo acuerdos empresariales con los jefes de otros pueblos indios en la región de Louisiana.

### Comercio de pieles
En 1794 ya hay nociones de él llevando a cabo pioneras labores de comercio con algunos indios de las llanuras, entre ellos los Omaha, los Shawnee y los ya citados Osage. En esa época fueron sus socios los estadounidenses Bernal Sarpy y Laurent Durocher. Llevó a St. Louis la campana que aún hoy corona la que en su día fue la iglesia católica, conocida en la actualidad como Old Cathedral" 
Mantuvo también una muy buena relación con el español Manuel Lisa, al que probablemente conoció por ser hijo de su amigo Cristóbal de Lisa. Con Manuel, comenzó a organizar a partir de 1807 una expedición comercial anual para la recogida de pieles en la región del curso superior del río Misuri. En aquella expedición, que partió en abril de 1807, Benito fue el segundo al mando, y consiguió ayudar a Lisa a llegar al río Yellowstone. Poco después se estableció allí, en la desembocadura del río Bighorn, en el estado de Montana, el que fue el primer puesto de avanzada en la región del alto Misuri, Fort Raymond
En 1810, Benito Vázquez murió por causas desconocidas, y permanece enterrado en el cementerio de St. Mary´s Church.